# Xushuguan (köpinghuvudort i Kina, Jiangsu Sheng, lat 31,38, long 120,50)
Xushuguan (kinesiska: 浒墅关镇) är en köpinghuvudort i Kina. Den ligger i provinsen Jiangsu, i den östra delen av landet, omkring 180 kilometer sydost om provinshuvudstaden Nanjing. Antalet invånare är 58 090. Befolkningen består av 27 861 kvinnor och 30 229 män. Barn under 15 år utgör 11,0 %, vuxna 15-64 år 80 %, och äldre över 65 år 8,0 %.
Runt Xushuguan är det tätbefolkat, med 762 invånare per kvadratkilometer. Närmaste större samhälle är Suzhou, 12,5 km sydost om Xushuguan. Trakten runt Xushuguan består till största delen av jordbruksmark.
Genomsnittlig årsnederbörd är 1 661 millimeter. Den regnigaste månaden är juni, med i genomsnitt 221 mm nederbörd, och den torraste är december, med 59 mm nederbörd.